# Naloop (volksgeloof)
Het begrip naloop of naloperij is een vorm van volksgeloof en heeft betrekking op volksverhalen waarin rusteloze zielen terugkeren om een onvoltooide kwestie, zoals een niet nagekomen belofte, tot een goed einde te brengen of om, in het geval van een ongedoopt gestorven kind, alsnog gedoopt te worden.

## Voorbeelden
Op een verlaten weg vraagt een geest 's nachts aan iedere toevallige voorbijganger: "Waar moet ik `hem´ laten?" Mensen beginnen hierdoor de weg te mijden. Tot op een keer een dronken boer de vraag gesteld krijgt en antwoordt: "Waar je hem hebt gevonden." De geest antwoordt: "Daar heb ik jaren op gewacht." De geest blijkt een landmeter die een grenssteen op een verkeerde plek had neergezet en daarna overleed. Na de ontmoeting met de boer komt de geest niet meer terug. Moraal van dit verhaal: het blijkt van belang af te maken waar je mee bezig bent voor het einde komt. Als je onverhoeds in je slaap zou komen te overlijden dan zou je als geest kunnen terugkomen.